# Cộng đồng Pháp ngữ
La Francophonie (tên chính thức: Tổ chức Quốc tế Pháp ngữ, Organisation internationale de la Francophonie) là cộng đồng các quốc gia và vùng lãnh thổ có sử dụng tiếng Pháp hay gọi tắt là Cộng đồng Pháp ngữ. Tổ chức này bao gồm 54 thành viên chính thức, 7 thành viên liên kết và 27 quan sát viên không chính thức. Cộng đồng Pháp ngữ đang nhận cương vị quan sát viên tại Đại hội đồng Liên Hợp Quốc. Nó còn được gọi không chính thức là Khối Thịnh vượng chung Pháp.

## Nguyên tắc và mục tiêu
Tại Hội nghị thượng đỉnh đầu tiên của Cộng đồng Pháp ngữ năm 1986 tại Versailles, các nước thành viên cũng thảo ra mục tiêu hoạt động của Cộng đồng Pháp ngữ là sự đoàn kết.
Nguyên tắc, mục tiêu hoạt động của Cộng đồng Pháp ngữ:
- Thiết lập và phát triển dân chủ.
- Phòng chống, đối kháng các vi phạm về nhân quyền.
- Tăng cường đối thoại giữa các nền văn hoá và văn minh.
- Xích các dân tộc lại gần nhau bởi sự hiểu biết lẫn nhau.
- Củng cố tình đoàn kết bởi các hợp tác đa phương nhằm phát triển kinh tế, giáo dục-đào tạo.
- Cộng đồng Pháp ngữ hoạt động dựa trên nguyên tắc tôn trọng chủ quyền quốc gia, ngôn ngữ và văn hóa của mỗi dân tộc, giữ vị trí trung lập, không can thiệp vào các vấn đề chính trị nội bộ.

## Lịch sử
Năm 1880, trong tác phẩm Pháp, Algérie và các thuộc địa", nguyên văn: "France, Algérie et colonies", nhà địa lý người Pháp Onésime Reclus đã đưa ra thuật ngữ "Francophonie". Cựu tổng thống Sénégal Léopold Sédar Senghor được coi là một trong những người sáng lập ra Cộng đồng Pháp ngữ.
Hội nghị thượng đỉnh đầu tiên của Cộng đồng Pháp ngữ diễn ra vào năm 1986 tại Versailles. Tham dự hội nghị có 41 quốc gia có sử dụng tiếng Pháp. Từ hội nghị thượng đỉnh đầu tiên năm 1986 đến nay, Cộng đồng Pháp ngữ đã tổ chức 13 hội nghị. Việt Nam Cộng hòa gia nhập Cộng đồng Pháp ngữ năm 1970, Cộng hòa Xã hội chủ nghĩa Việt Nam kế thừa tư cách thành viên của VNCH và gia nhập tổ chức năm 1979.
Tổng thư ký đầu tiên của Cộng đồng Pháp ngữ là cựu Tổng thư ký Liên Hợp Quốc Boutros Boutros-Ghali người Ai Cập, được bầu tại hội nghị thượng đỉnh thứ 7 tại Hà Nội, Việt Nam năm 1997.

## Các quốc gia thành viên
Điều tiên quyết cho việc kết nạp thành viên không phải là mức độ dùng tiếng Pháp mà là sự có mặt của văn hóa và tiếng Pháp trong lịch sử qua tương tác giữa Pháp với nước đó, phần lớn là sự kế thừa các giá trị từ khi là thuộc địa của Đế quốc thực dân Pháp. 
| Số thứ tự | Quốc gia                     | Ngày gia nhập   | Ngôn ngữ                                             | Ghi chú |
| --------- | ---------------------------- | --------------- | ---------------------------------------------------- | --- |
| 1         | Albania                      | 1999            | Tiếng Albania                                        | Khoảng 30% thanh niên Albania chọn tiếng Pháp làm ngoại ngữ thứ nhất. |
| 2         | Andorra                      | 2004            | Tiếng Catala                                         | Nước láng giềng của Pháp. Tổng thống Pháp Emmanuel Macron là thân vương của Andorra. |
| 3         | Armenia                      | 2004            | Tiếng Armenia                                        | |
| 4         | Bỉ                           | 1970            | Tiếng Pháp là một trong 3 ngôn ngữ chính thức        | Khoảng 40% dân số dùng tiếng Pháp là ngôn ngữ mẹ đẻ và khoảng 48% dân số dùng tiếng Pháp như ngôn ngữ phụ. |
| 5         | Bénin                        | 1970            | Tiếng Pháp                                           | Thuộc địa trước đây của Pháp |
| 6         | Bulgaria                     | 1993            | Tiếng Bulgaria                                       | Tiếng Pháp được sử dụng làm ngôn ngữ phụ chiếm 9%, và được dạy như ngoại ngữ chính ở khoảng 25% các trường tiểu học. |
| 7         | Burkina Faso                 | 1970            | Tiếng Pháp                                           | Thuộc địa trước đây của Pháp |
| 8         | Burundi                      | 1970            | Tiếng Pháp                                           | Liên hiệp quốc bảo hộ thuộc Bỉ trước đây |
| 9         | Campuchia                    | 1993            | Tiếng Khmer                                          | Thuộc địa trước đây của Pháp |
| 10        | Cameroon                     | 1991            | Tiếng Pháp là một trong 2 ngôn ngữ chính thức        | Hơn 90% quốc gia này là thuộc địa của Pháp. |
| 11        | Canada                       | 1970            | Tiếng Pháp là một trong 2 ngôn ngữ chính thức        | Một phần của quốc gia này, bao gồm tỉnh Quebec và các vùng lân cận, trước đây là thuộc địa của Pháp. |
|           | * New Brunswick              | 1977            | Tiếng Pháp là một trong 2 ngôn ngữ chính thức        | |
|           | * Quebec                     | 1971            | Tiếng Pháp                                           | |
| 12        | Cabo Verde                   | 1996            | Tiếng Bồ Đào Nha                                     | Thuộc địa trước đây của Bồ Đào Nha |
| 13        | Trung Phi                    | 1973            | Song ngữ chính, gồm tiếng Pháp                       | Thuộc địa trước đây của Pháp |
| 14        | Tchad                        | 1970            | Tiếng Pháp                                           | Thuộc địa trước đây của Pháp |
| 15        | Comoros                      | 1977            | Tiếng Pháp là một trong 3 ngôn ngữ chính thức        | Thuộc địa trước đây của Pháp |
| 16        | Cộng hòa Dân chủ Congo       | 1977            | Tiếng Pháp                                           | Thuộc địa trước đây của Bỉ |
| 17        | Cộng hoà Congo               | 1981            | Tiếng Pháp                                           | Thuộc địa trước đây của Pháp |
| 18        | Bờ Biển Ngà                  | 1970            | Tiếng Pháp                                           | Thuộc địa trước đây của Pháp |
| 19        | Síp                          | 2024            | Song ngữ chính, gồm tiếng Hy Lạp và tiếng Thổ Nhĩ Kỳ | |
| 20        | Djibouti                     | 1977            | Tiếng Pháp là một trong 2 ngôn ngữ chính thức        | Thuộc địa trước đây của Pháp |
| 21        | Dominica                     | 1979            | Tiếng Anh                                            | |
| 22        | Ai Cập                       | 1983            | Tiếng Ả Rập                                          | |
| 22        | Ghana                        | 2024            | Tiếng Anh                                            | |
| 23        | Guinea Xích Đạo              | 1989            | Tiếng Pháp là một trong 3 ngôn ngữ chính thức        | Thuộc địa trước đây của Tây Ban Nha. |
| 24        | Bắc Macedonia                | 2001            | Tiếng Macedonia                                      | Tiếng Pháp được dạy như ngôn ngữ thứ hai trong các trường học trên cả nước. |
| 25        | Pháp                         | 1970            | Tiếng Pháp                                           | Nguồn gốc của tiếng Pháp |
| 26        | Phái đoàn Wallonie-Bruxelles | 1980            | Tiếng Pháp                                           | |
| 27        | Gabon                        | 1970            | Tiếng Pháp                                           | Thuộc địa trước đây của Pháp |
| 28        | Hy Lạp                       | 2004            | Tiếng Hy Lạp                                         | Tiếng Pháp được hiểu và nói khoảng 8% dân số |
| 29        | Guinée                       | 1981            | Tiếng Pháp                                           | Thuộc địa trước đây của Pháp |
| 30        | Guiné-Bissau                 | 1979            | Tiếng Bồ Đào Nha                                     | Thuộc địa trước đây của Bồ Đào Nha |
| 31        | Haiti                        | 1970            | Tiếng Pháp là một trong 3 ngôn ngữ chính thức        | Thuộc địa trước đây của Pháp |
| 32        | Lào                          | 1991            | Tiếng Lào                                            | Thuộc địa trước đây của Pháp |
| 33        | Liban                        | 1973            | Tiếng Ả Rập                                          | Lãnh thổ ủy trị trước đây của Pháp Tiếng Pháp là ngôn ngữ hành chính được sử dụng bổ sung. Một số văn bản chính thức viết bằng tiếng Pháp. Hầu hết người dân Liban nói từ hai ngôn ngữ trở lên, trong đó có tiếng Pháp. |
| 34        | Luxembourg                   | 1970            | Tiếng Pháp là một trong 3 ngôn ngữ chính thức        | |
| 35        | Madagascar                   | 1970-1977, 1989 | Tiếng Pháp là một trong 3 ngôn ngữ chính thức        | Thuộc địa trước đây của Pháp |
| 36        | Mali                         | 1970            | Tiếng Pháp                                           | Thuộc địa trước đây của Pháp |
| 37        | Mauritanie                   | 1980            | Tiếng Ả Rập                                          | Thuộc địa trước đây của Pháp |
| 38        | Mauritius                    | 1970            | Song ngữ không chính thức, gồm tiếng Pháp            | Thuộc địa trước đây của Pháp |
| 39        | Moldova                      | 1996            | Tiếng România                                        | Quan hệ mật thiết với România |
| 40        | Monaco                       | 1970            | Tiếng Pháp                                           | |
| 41        | Maroc                        | 1981            | Tiếng Ả Rập                                          | Quốc gia bảo hộ trước đây của Pháp |
| 42        | Niger                        | 1970            | Tiếng Pháp                                           | Thuộc địa trước đây của Pháp |
| 43        | România                      | 1993            | Tiếng România                                        | Tiếng Pháp được hiểu và nói khoảng 24% dân số. Văn hóa và lịch sử có liên quan đến Pháp, đặc biệt là vào cuối thế kỷ 19 và đầu thế kỷ 20                                                                                |
| 44        | Rwanda                       | 1970            | Tiếng Pháp là một trong 3 ngôn ngữ chính thức        | |
| 45        | Saint Lucia                  | 1981            | Tiếng Anh                                            | |
| 46        | São Tomé và Príncipe         | 1999            | Tiếng Bồ Đào Nha                                     | Thuộc địa trước đây của Bồ Đào Nha. |
| 47        | Sénégal                      | 1970            | Tiếng Pháp                                           | Thuộc địa trước đây của Pháp |
| 48        | Seychelles                   | 1976            | Tiếng Pháp là một trong 3 ngôn ngữ chính thức        | |
| 49        | Thụy Sĩ                      | 1996            | Tiếng Pháp là một trong 4 ngôn ngữ chính thức        | |
| 50        | Togo                         | 1970            | Tiếng Pháp                                           | Thuộc địa trước đây của Pháp |
| 51        | Tunisia                      | 1970            | Tiếng Ả Rập                                          | Quốc gia bảo hộ trước đây của Pháp. Tiếng Pháp được sử dụng phổ biến ở đây. |
| 52        | Vanuatu                      | 1979            | Tiếng Pháp là một trong 3 ngôn ngữ chính thức        | Trước đây Pháp và Anh cùng quản lý. |
| 53        | Việt Nam                     | 1970            | Tiếng Việt                                           | Thuộc địa trước đây của Pháp |

### Các kỳ hội nghị thượng đỉnh

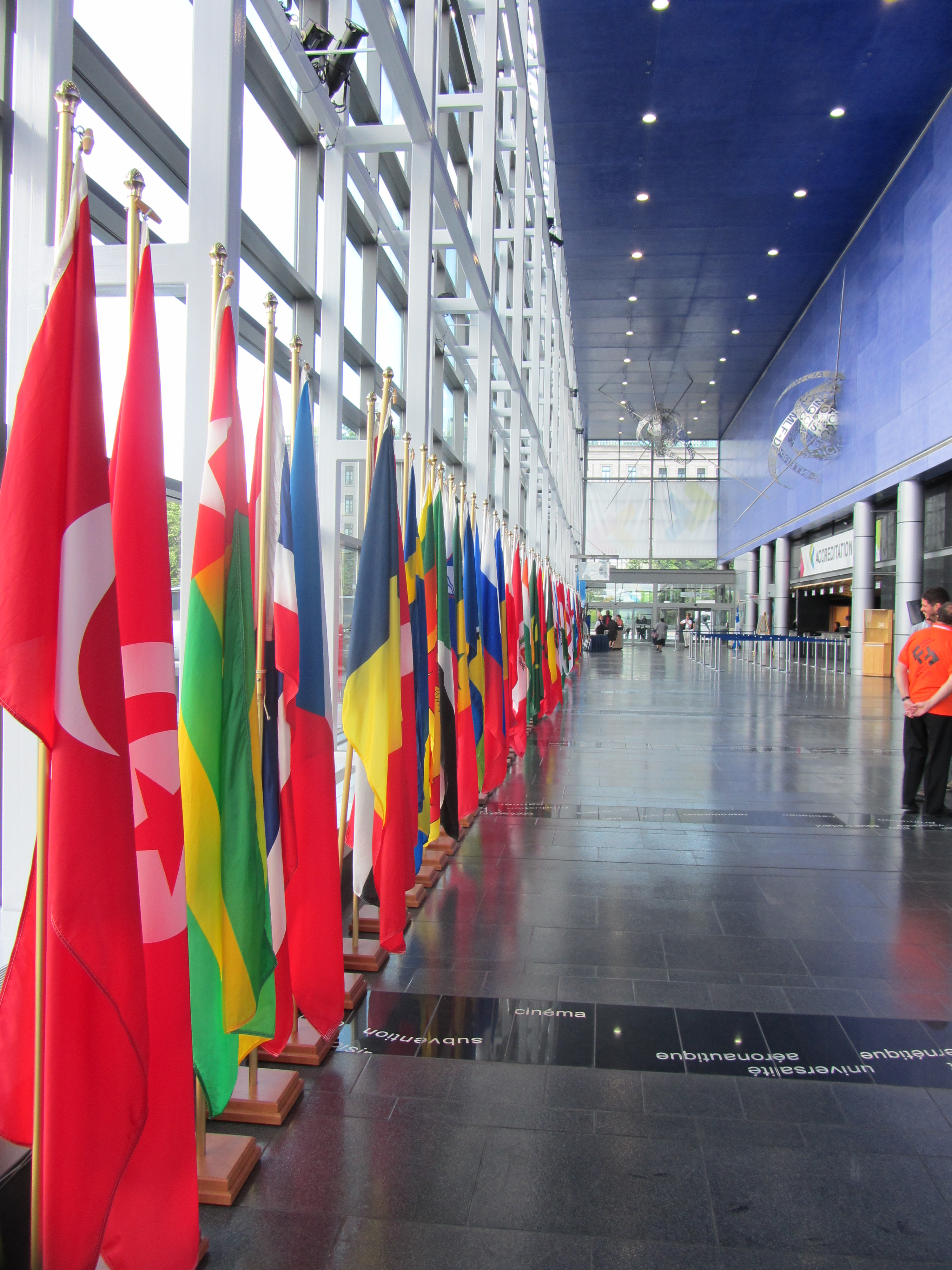
Quốc kỳ của các quốc gia thành viên trong Cộng đồng Pháp ngữ.

Hội nghị thượng đỉnh, cơ quan quyền lực cao nhất trong khối Pháp ngữ, được tổ chức hai năm một lần và tập hợp những người đứng đầu các quốc gia và chính phủ của tất cả các quốc gia thành viên của OIF xung quanh các chủ đề thảo luận nhất định. Nó được chủ trì bởi người đứng đầu nhà nước hoặc chính phủ của nước chủ nhà và người này đảm nhận trách nhiệm đó cho đến hội nghị thượng đỉnh tiếp theo. Bằng cách cho phép các nguyên thủ quốc gia và chính phủ tổ chức đối thoại về tất cả các vấn đề quốc tế trong ngày, hội nghị thượng đỉnh phục vụ cho việc phát triển các chiến lược và mục tiêu của Pháp ngữ nhằm đảm bảo ảnh hưởng của tổ chức trên trường thế giới.
| STT   | Quốc gia/khu vực | Thành phố         | Ngày diễn ra            | Chủ nhà                          |
| ----- | --- | ----------------- | ----------------------- | -------------------------------- |
| I     | Pháp | Versailles        | 17–19 tháng 2 năm 1986  | Tổng thống François Mitterrand   |
| I     | 41 quốc gia và chính phủ đã được đại diện. Hội nghị là một nỗ lực để thiết lập các cuộc tham vấn liên tục về các vấn đề lớn ngày nay. Nó khẳng định vai trò của tiếng Pháp như một công cụ hiện đại cho sự tiến bộ và đối thoại liên văn hóa và tìm cách truyền đạt tình đoàn kết Pháp ngữ thông qua các chương trình cụ thể với việc truyền thông rộng rãi. |                   |                         |                                  |
| II    | Québec, Canada | Québec City       | 2–4 tháng 9 năm 1987    | Thủ tướng Brian Mulroney         |
| II    | Thiết lập các lĩnh vực hợp tác và tăng cường tình đoàn kết giữa các quốc gia và chính phủ tham gia Hội nghị thượng đỉnh Paris. Các lĩnh vực ưu tiên của Cộng đồng được khẳng định là nông nghiệp, năng lượng, phát triển khoa học và công nghệ, ngôn ngữ, truyền thông và văn hóa. Viện Năng lượng và Môi trường của Cộng đồng Pháp ngữ, có trụ sở tại Thành phố Québec, và Diễn đàn Doanh nghiệp Pháp ngữ, một tổ chức phi chính phủ của các doanh nhân nói tiếng Pháp, đã được thành lập. |                   |                         |                                  |
| III   | Sénégal | Dakar             | 24–26 tháng 5 năm 1989  | Tổng thống Abdou Diouf           |
| III   | Meeting agreed to initiatives in education and training, the environment, and legal and judicial cooperation and confirmed the role of the Agence de Coopération Culturelle et Technique as the principal operating agency and the key instrument of La Francophonie as a multilateral organization. During the summit, French President François Mitterrand announced the cancellation of the debt of thirty-five African countries to France. The establishment of Senghor University in Alexandria, Egypt, was also agreed to. |                   |                         |                                  |
| IV    | Pháp | Paris             | 19–21 tháng 11 năm 1991 | Tổng thống François Mitterrand   |
| IV    | Nearly 50 countries and governments from all five continents attended. The Ministerial Conference of La Francophonie and the Permanent Council of La Francophonie were created, and the role of the ACCT as the secretariat of all of the organization's institutions was confirmed. |                   |                         |                                  |
| V     | Mauritius | Port Louis        | 16–18 tháng 10 năm 1993 | Tổng thống Veerasamy Ringadoo    |
| V     | Các nhà lãnh đạo coi trọng vấn đề kinh tế, kêu gọi tăng cường hợp tác giữa các cộng đồng doanh nghiệp Pháp ngữ. |                   |                         |                                  |
| VI    | Benin | Cotonou           | 2–4 tháng 12 năm 1995   | Tổng thống Nicéphore Soglo       |
| VI    | Hội nghị thượng đỉnh đã nhất trí thành lập chức vụ Tổng thư ký và chuyển đổi Cơ quan Hợp tác Văn hóa và Kỹ thuật (ACCT) thành Cơ quan Liên chính phủ Pháp ngữ (AIF) và thiết lập chức vụ giám đốc điều hành để quản lý cơ quan này. Các nguyên thủ quốc gia và chính phủ quyết định tập trung hoạt động của các cơ quan điều hành vào 5 chương trình hợp tác lớn của Cộng đồng Pháp ngữ: 1) tự do, dân chủ và phát triển; 2) văn hóa và truyền thông; 3) kiến thức và sự tiến bộ; 4) kinh tế và phát triển; và 5) Cộng đồng Pháp ngữ trên thế giới. Hội nghị thượng đỉnh này cũng nhấn mạnh việc thúc đẩy đa dạng văn hóa là hợp pháp và cần thiết hơn bao giờ hết, coi đó là một vai trò trong việc thúc đẩy hòa bình. |                   |                         |                                  |
| VII   | Việt Nam | Hà Nội            | 14–16 tháng 11 năm 1997 | Chủ tịch nước Trần Đức Lương     |
| VII   | Điều lệ sửa đổi đã được thực hiện và Boutros Boutros-Ghali được bổ nhiệm làm tổng thư ký đầu tiên. Chủ đề chính của Hội nghị thượng đỉnh là hợp tác kinh tế, tuy nhiên, các Nguyên thủ quốc gia và Chính phủ cũng nhất trí tập trung nỗ lực vì hòa bình và ngăn ngừa xung đột ở các nước thành viên. Ngoài ra, họ quyết tâm hợp tác với cộng đồng quốc tế trong việc bảo vệ nhân quyền. |                   |                         |                                  |
| VIII  | New Brunswick, Canada | Moncton           | 3–5 tháng 9 năm 1999    | Thủ tướng Jean Chrétien          |
| VIII  | Chủ đề chính của hội nghị thượng đỉnh là tuổi trẻ. Hai chủ đề phụ, nền kinh tế và công nghệ mới, cũng được thảo luận. Tại Moncton, những người đứng đầu nhà nước và chính phủ cũng quyết định tổ chức ba hội nghị ngành để chuẩn bị cho hội nghị cấp cao sau: 1) hội nghị chuyên đề đánh giá thực tiễn dân chủ, quyền và tự do trong thế giới nói tiếng Pháp, sẽ được tổ chức tại Bamako, Mali; 2) một hội nghị bộ trưởng về văn hóa ở Cotonou, Benin; và 3) hội nghị Phụ nữ của Cộng đồng Pháp ngữ đầu tiên ở Luxembourg. |                   |                         |                                  |
| IX    | Lebanon | Beirut            | 18–20 tháng 10 năm 2002 | Tổng thống Émile Lahoud          |
| IX    | Chủ đề chính của hội nghị thượng đỉnh là "Đối thoại các nền văn hóa". Các vấn đề liên quan đến Trung Đông đã được giải quyết. Các nguyên thủ quốc gia và chính phủ cam kết thực hiện Tuyên bố Bamako về dân chủ, quản trị tốt và nhân quyền. Hội nghị thượng đỉnh cũng thể hiện sự ủng hộ đối với nguyên tắc đa dạng văn hóa của UNESCO, nguyên tắc này củng cố quyền của các quốc gia và chính phủ trong việc duy trì, thiết lập và phát triển các chính sách hỗ trợ văn hóa và đa dạng văn hóa. Cựu Tổng thống Senegal Abdou Diouf được bầu làm Tổng thư ký. |                   |                         |                                  |
| X     | Burkina Faso | Ouagadougou       | 26–27 tháng 11 năm 2004 | Tổng thống Blaise Compaoré       |
| X     | Chủ đề chính của hội nghị thượng đỉnh là "Cộng đồng Pháp ngữ: Không gian đoàn kết vì sự phát triển bền vững". Một hội nghị cấp bộ trưởng về ngăn ngừa xung đột và an ninh con người đã được tổ chức đồng thời tại St. Boniface, Manitoba và thông qua khuôn khổ chiến lược mười năm đầu tiên cho Cộng đồng Pháp ngữ, từ đó xác định bốn nhiệm vụ chính của nó: 1) thúc đẩy ngôn ngữ và văn hóa và tiếng Pháp đa dạng; 2) thúc đẩy hòa bình, dân chủ và nhân quyền; 3) hỗ trợ giáo dục, đào tạo, giáo dục đại học và nghiên cứu và 4) hợp tác phát triển đảm bảo phát triển bền vững và đoàn kết. |                   |                         |                                  |
| XI    | România | Bucharest         | 28–29 tháng 9 năm 2006  | Tổng thống Traian Băsescu        |
| XI    | Chủ đề chính của hội nghị thượng đỉnh là “Công nghệ thông tin trong giáo dục”. Các nguyên thủ quốc gia và chính phủ đã thông qua năm nghị quyết về 1) Quỹ đoàn kết kỹ thuật số toàn cầu; 2) đổ chất thải độc hại ở Abidjan, Bờ Biển Ngà; 3) di cư và phát triển quốc tế; 4) vị trí của một lực lượng LHQ tại Cộng hòa Trung Phi; và 5) biến đổi khí hậu. Hội nghị Bộ trưởng Pháp ngữ đã thông qua Hướng dẫn sử dụng tiếng Pháp trong các tổ chức quốc tế. Abdou Diouf tái đắc cử với nhiệm kỳ 4 năm. |                   |                         |                                  |
| XII   | Québec, Canada | Québec City       | 17–19 tháng 10 năm 2008 | Thủ tướng Stephen Harper         |
| XII   | Được tổ chức như một phần của lễ kỷ niệm 400 năm thành lập Thành phố Québec. Các cuộc khủng hoảng tài chính và lương thực thế giới đã được thảo luận và các cuộc đàm phán về môi trường đã được tổ chức. Các nguyên thủ quốc gia và chính phủ bày tỏ ủng hộ sáng kiến tổ chức hội nghị cấp cao toàn cầu về khủng hoảng tài chính và cải cách hệ thống kinh tế quốc tế. Họ cũng chỉ ra rằng cuộc khủng hoảng tài chính không nên làm lu mờ cuộc khủng hoảng lương thực và được giải quyết với cái giá phải trả của các nước đang phát triển. |                   |                         |                                  |
| XIII  | Thụy Sĩ | Montreux          | 22–24 tháng 10 năm 2010 | Tổng thống Doris Leuthard        |
| XIII  | Các vấn đề được thảo luận bao gồm biến đổi khí hậu, khủng hoảng lương thực và kinh tế, và các vấn đề liên quan đến đa dạng sinh học, nước và rừng. Tuyên bố Montreux về tầm nhìn và tương lai của Cộng đồng Pháp ngữ đã được thống nhất để tổ chức này đóng vai trò quản trị toàn cầu và hỗ trợ phát triển bền vững, an ninh lương thực và đa dạng sinh học, chống biến đổi khí hậu, đồng thời hỗ trợ giáo dục và ngôn ngữ Pháp. Các nghị quyết đã được thông qua về: 1) cướp biển; 2) dược phẩm giả hoặc hết hạn sử dụng; 3) tội phạm trung chuyển ở Châu Phi; 4) khủng bố; 5) các quốc gia bị lũ lụt ảnh hưởng; 6) tái thiết Haiti; 7) các quốc gia đang gặp khủng hoảng, khắc phục khủng hoảng và xây dựng hòa bình và cuối cùng, 8) kỷ niệm 10 năm Tuyên bố Bamako, khẳng định vai trò chính trị của Cộng đồng Pháp ngữ. Hội nghị thượng đỉnh cũng xác nhận việc bầu lại Abdou Diouf cho nhiệm kỳ bốn năm lần thứ ba.                                   |                   |                         |                                  |
| XIV   | Cộng hòa Dân chủ Congo | Kinshasa          | 12–14 tháng 10 năm 2012 | Tổng thống Joseph Kabila         |
| XIV   | Chủ đề của hội nghị thượng đỉnh là “Cộng đồng Pháp ngữ, Các vấn đề Kinh tế và Môi trường trước Quản trị Toàn cầu”. Các nghị quyết đã được thông qua về 1) tình hình ở Mali; 2) tình hình ở DRC; 3) cướp biển ở Vịnh Guinea; 4) quản lý tốt ngành công nghiệp khai khoáng và lâm nghiệp; và 5) các tình huống khủng hoảng, khắc phục khủng hoảng và xây dựng hòa bình trong Cộng đồng Pháp ngữ. |                   |                         |                                  |
| XV    | Sénégal | Dakar             | 29–30 tháng 11 năm 2014 | Tổng thống Macky Sall            |
| XV    | Chủ đề chính của hội nghị thượng đỉnh là “Phụ nữ và Thanh niên trong Cộng đồng Pháp ngữ: Các tác nhân vì Hòa bình và Phát triển”. Michaëlle Jean được bầu làm Tổng thư ký. Những người đứng đầu Nhà nước và Chính phủ đã nhận lại Guinea-Bissau, Madagascar và Mali, đồng thời chấp nhận đơn đăng ký thành viên của Costa Rica, Mexico và Kosovo với tư cách là quan sát viên của La Francophonie. Các nghị quyết đã được thông qua về Sức khỏe bà mẹ, trẻ sơ sinh và trẻ em; Đại dịch vi-rút Ebola đang diễn ra ở Tây Phi và những nguy cơ lây lan trong Cộng đồng Pháp ngữ; Các Tình huống Khủng hoảng, Phục hồi Khủng hoảng và Xây dựng Hòa bình trong La Francophonie; khủng bố; Công ước của UNESCO về bảo vệ và phát huy sự đa dạng của các biểu đạt văn hóa; Giáo dục và Đào tạo Phụ nữ và Thanh niên trong Kỷ nguyên số; Giáo dục Tài chính Ngân hàng; Thuốc Giả và Sản Phẩm Y Tế; và Thúc đẩy du lịch bền vững ở các quốc đảo nhỏ đang phát triển. |                   |                         |                                  |
| XVI   | Madagascar | Antananarivo      | 26–27 tháng 11 năm 2016 | Thủ tướng Olivier Solonandrasana |
| XVI   | Chủ đề của hội nghị thượng đỉnh là “Tăng trưởng chung và Phát triển có trách nhiệm: Các điều kiện cho sự ổn định trên toàn thế giới và trong Cộng đồng Pháp ngữ". các chi nhánh ở Châu Phi, thúc đẩy bình đẳng giới, trao quyền cho phụ nữ và trẻ em gái, ngăn chặn chủ nghĩa cực đoan, đào tạo nghề và kỹ thuật, năng lượng, thúc đẩy đa dạng ngôn ngữ, hoàn cảnh của trẻ em, phát triển địa phương, môi trường, đối thoại giữa các nền văn hóa như một yếu tố của sự phát triển bền vững, an toàn đường bộ và nền kinh tế xanh. Thủ tướng Canada Justin Trudeau đã nêu vấn đề về quyền của người LGBT. Tỉnh Ontario của Canada đã được cấp tư cách quan sát viên trong tổ chức. |                   |                         |                                  |
| XVII  | Armenia | Yerevan           | 11–12 tháng 10 năm 2018 | Thủ tướng Nikol Pashinyan        |
| XVII  | Michaëlle Jean tìm kiếm nhiệm kỳ Tổng thư ký thứ hai kéo dài 4 năm nhưng bị ngoại trưởng Rwanda Louise Mushikiwabo đánh bại, người là sự lựa chọn cá nhân của Tổng thống Pháp Macron. Quyết định đơn phương này của Tổng thống Pháp đã bị chỉ trích mạnh mẽ bởi bốn cựu thành viên nội các Pháp chịu trách nhiệm về hồ sơ francophonie, những người cũng chỉ trích thành tích nhân quyền tồi tệ của Rwanda dưới thời Paul Kagame và Mushikiwabo. Ả Rập Xê Út đã rút đơn đăng ký quan sát tình trạng sau khi giá thầu của họ bị phản đối do những lời chỉ trích về việc thiếu nhân quyền ở nước này và những lo ngại về sự biến mất của nhà báo Jamal Khashoggi, trong khi Ghana được thăng cấp từ liên kết lên thành viên chính thức. Bang Louisiana của Mỹ đã được cấp tư cách quan sát viên. Hội nghị thượng đỉnh đã thông qua các tuyên bố về ngân sách của tổ chức, bình đẳng giữa nam và nữ, và các vấn đề khác.                                       |                   |                         |                                  |
| XVIII | Tunisia | Djerba            | 19—20 tháng 11 năm 2022 | Thủ tướng Najla Bouden           |
| XVIII | Hội nghị thượng đỉnh Pháp ngữ lần thứ XVIII được tổ chức vào ngày 19 và 20 tháng 11 tại Djerba, với chủ đề "Kết nối trong sự đa dạng - công nghệ kỹ thuật số, yếu tố phát triển và đoàn kết trong thế giới nói tiếng Pháp". Bà Louise Mushikiwabo tái đắc cử chức vụ Tổng thư ký Tổ chức quốc tế Pháp ngữ nhiệm kỳ 2023-2026. |                   |                         |                                  |
| XIX   | Pháp | Villers-Cotterêts | 04—05 tháng 10 năm 2024 | Tổng thống Emmanuel Macron       |
| XIX   | Hội nghị thượng đỉnh Pháp ngữ lần thứ XIX được tổ chức vào ngày 4 và 5 tháng 10 tại Villers-Cotterêts, với chủ đề “Sáng tạo, đổi mới và nâng cao vị thế tiếng Pháp trên trường quốc tế”. Nhân dịp này, cộng đồng Pháp ngữ cũng chào đón hai thành viên mới là Cộng hòa Ghana và Cộng hòa Síp. |                   |                         |                                  |